# 1592
Відродження •  Реформація •  Епоха великих географічних відкриттів •  Ганза •  Річ Посполита •  Нідерландська революція •  Релігійні війни у Франції

## Геополітична ситуація
Османську державу очолює Мурад III (до 1595). Імператором Священної Римської імперії є Рудольф II (до 1612). Формальний Король Франції Генріх Наваррський не визнаний Католицькою лігою.
Королем Іспанії, Португалії, частини Італії та півдня Нідерландів є Філіп II Розсудливий (до 1598). Північні провінції Нідерландів проголосили незалежність. Північна Італія за винятком Венеціанської республіки належить Священній Римській імперії.
Королевою Англії є Єлизавета I (до 1603). Король Данії та Норвегії — Кристіан IV Данський (до 1648). Король Швеції — Юхан III (до 1592). Королем Богемії та Угорщини є імператор Рудольф II (до 1608).
Королем Речі Посполитої, якій належать українські землі, є Сигізмунд III Ваза.
У Московії править Федір I Іванович (до 1598). Існують Кримське ханство, Ногайська орда. Єгиптом, Тунісом володіють турки. Шахом Ірану є сефевід Аббас I Великий (до 1629).
У Китаї править династія Мін. Значними державами Індостану є Імперія Великих Моголів, Біджапурський султанат, султанат Голконда, Віджаянагара. В Японії триває період Адзуті-Момояма.
Триває підкорення Америки європейцями. На завойованих землях існують віцекоролівства Нова Іспанія та Нова Кастилія. Португальці освоюють Бразилію.

## Події

### В Україні
- Триває повстання Косинського.
- Письмова згадка про Будзин — сучасний Тлумацький район.
- Польський король Сигізмунд ІІІ Ваза надав місту Чигирин самоуправління на маґдебурзькому праві і підтвердив його для міста Корсунь-Черкаський.

### У світі
- 30 січня розпочався понтифікат Климента VIII.
- 4 квітня король Франції Генріх IV повернувся в лоно католицької церкви — «Париж вартий меси».
- 17 листопада, по смерті короля Юхана III, шведський трон зайняв Сигізмунд III Ваза.
- Засновано найстаріший університет Ірландії — Дублінський Триніті коледж.
- В Ельзасі почалася Війна єпископів між лютеранським та католицьким кандидатом на правління.
- Португальці відновили контроль над Момбасою в Східній Африці, відбившись від османів.
- Могольський падишах Акбар Великий приєднав до своїх володінь Оріссу.
- Почалося японське вторгнення в Корею. Тойотомі Хідейосі поставив собі за мету підкорити Китай, де правила династія Мін, васалом якої була Корея.
  - Японські сухопутні війська захопили Пусан, Чосон, Санджу і Пхеньян.
  - Корейський флот на чолі з Лі Сун Сіном, використовуючи броньовані кораблі кобуксон, здобув низку перемог над японським флотом на морі — битва при Сачхоні, битва при Окпхо, битва при Танпхо, битва при Танханпхо, битва при Хансандо, битва при Хаппхо, битва при Чокджинпхо, битва при Юльпхо.
  - Корейці звернулися за допомогою до Китаю.
- У В'єтнамі відновилося правління династії Ле.

## Народились
Див. також: Категорія:Народились 1592
- 5 січня — Шах Джахан Мугал, імператор Індії (1628–1658).
- 28 березня — Ян Амос Коменський, чеський мислитель, педагог, письменник.

## Померли
Див. також: Категорія:Померли 1592
- 22 квітня — У Флоренції на 82-у році життя помер італійський скульптор і архітектор, представник маньєризму і раннього бароко Бартоломео Амманаті.
- 13 вересня — У замку Монтень біля Бордо у віці 59-и років помер французький письменник, філософ і етик Мішель де Монтень